# Phénix (Q157)
Pour les articles homonymes, voir Phoenix.
Le Phénix est un sous-marin français de la classe 1 500 tonnes. Lancé en 1930, il fait naufrage lors d'un exercice en juin 1939 au large du Vietnam.

## Histoire

### Développement
Le Phénix fait partie d'une série assez homogène de 31 sous-marins océaniques de grande patrouille, aussi dénommés 1 500 tonnes en raison de leur déplacement. Tous sont entrés en service entre 1931 (Redoutable) et 1939 (Sidi-Ferruch).
Longs de 92,30 mètres et larges de 8,10, ils ont un tirant d'eau de 4,40 mètres et peuvent plonger jusqu'à 80 mètres. Ils déplacent en surface 1 572 tonnes et en plongée 2 082 tonnes. Propulsés en surface par deux moteurs diesel d'une puissance totale de 6 000 chevaux, leur vitesse maximum est de 18,6 nœuds. En plongée, la propulsion électrique de 2 250 chevaux leur permet d'atteindre 10 nœuds.
Appelés aussi « sous-marins de grandes croisières », leur rayon d'action en surface est de 10 000 nautiques à 10 nœuds et en plongée de 100 nautiques à 5 nœuds.
Mis en chantier le 5 novembre 1928 avec le numéro de coque Q157, le Phénix est lancé le 12 avril 1930 et mis en service le 21 octobre 1932. Il appartient à la série M6.

### Naufrage
Le 4 novembre 1938, il quitte Toulon avec L'Espoir à destination de l'Indochine française, où ils arrivent le 16 décembre. Le 15 juin 1939, il participe à des manœuvres d'entraînement. Le Phénix et L'Espoir doivent simuler l'attaque du croiseur Lamotte-Picquet devant Cam Ranh et plonger. L'exercice terminé, le Phénix ne refait pas surface et l'inquiétude grandit. En fin de journée, une tache de gazole est repérée à la surface. L'épave du sous-marin est localisée le lendemain à 12 nautiques au nord-est de l'île de Hon Chut, l'arrière reposant sur le fond de 105 mètres, l'étrave flottant à une profondeur d'environ 40 mètres.
Les opérations de renflouement commencent le 22, en essayant à plusieurs reprises de passer une chaîne autour du bâtiment pour le remorquer en le remontant à une profondeur à laquelle des scaphandriers peuvent agir. Le navire de sauvetage américain USS Pigeon (en) de l'Asiatic Fleet arrive le 28 juin. La trop grande profondeur de l'épave – qui se situe désormais vers 95 mètres – continue d'empêcher tout accès au navire. Le 5 juillet, une cérémonie d'adieu et d'hommage aux disparus s'est déroulée sur le lieu du naufrage.
Alors que tout l'équipage avait disparu, l'un de ses membres, l'infirmier à bord, réapparaît quelques mois plus tard. Jean Croguennec revient au pays, son paquetage sur le dos. Ses proches, accablés par le deuil, n’en croient pas leurs yeux. L'infirmier sauvé du naufrage aurait été mis aux arrêts ou aurait eu un rendez-vous médical impératif, le privant d'embarquer.

### Cause du naufrage
En raison de l'impossibilité de renflouer l'épave, la cause précise du naufrage n'a pu être établie. Une négligence aurait pu conduire à la plongée du navire avec l'un de ses panneaux ouverts, entraînant une voie d'eau  dans ses compartiments. Il est également possible que les mécaniciens aient désactivé les témoins de fermeture des panneaux des diesels, qui seraient restés ouverts lors de la plongée. La cause la plus probable semble être une explosion due aux vapeurs d'hydrogène dégagées par les batteries en mauvais état du sous-marin. 
Un rapport daté du 16 juin 1939, donc le lendemain du naufrage, émanant de l'arsenal de Saïgon, écrit : « Dans son état actuel, la batterie ne semble pas pouvoir assurer son service normal » ; précédemment dans un autre sous-marin du même type, L'Espoir, une explosion des batteries avait fait deux morts.

### La reprise des recherches en 2023-2024
Le porte-hélicoptère Tonnerre a déterminé précisément la zone du naufrage en 2016. Ce qui permet d'organiser une expédition, prévue en janvier 2024 à condition que les autorités vietnamiennes donnent leur autorisation.